# Mama i ja
Mama i ja – program telewizyjny dla dzieci emitowany od 1 września 1992 do 21 czerwca 2000 w programie pierwszym Telewizji Polskiej. Głównymi bohaterami programu są: pluszowy Miś (grany przez Tomasza Gęsikowskiego), szmaciana lalka Margolcia (Beata Wyrąbkiewicz) oraz pani Agnieszka (Agnieszka Pabisiak). Autorką scenariuszy była Agnieszka Galica. Powtórki programu emitowane były w TVP ABC w maju i czerwcu 2016 w czwartki o 14:45 i w piątek o 5:45.
Od 19 stycznia 2009 roku Miś i Margolcia pojawili się na antenie TVP1 jako prezenterzy programu porannych bloków dla dzieci. Mieli nie tylko zapowiadać programy, ale także wyjaśniać problemy, które pojawiają się w poszczególnych audycjach, oraz odpowiadać na pytania, zadawać zagadki i prezentować piosenki.
Oprócz wymienionego powyżej powstały dwa programy, które były emitowane w Wieczorynce w latach 90. na antenie TVP1, a były to: 
- Bajki Misia i Margolci,
- Śpiewanki Misia i Margolci.

Miś i Margolcia pojawili się również w programie TVP Lato z Kąfacelą w lipcu i sierpniu 1999 roku. 15 lat później, we wrześniu 2014 roku TVP ABC rozpoczęło emisję nowego programu z ich udziałem - Margolcia i Miś zapraszają dziś. Głosy pod te postacie podkładają ci sami aktorzy, co dawniej.
W latach 90. Miś i Margolcia stali się gwiazdami programów dziecięcych. Sami w programie pojawili się w 1996 roku. Piosenki w ich wykonaniu, które ukazywały się na płytach, stały się hitami. Niektóre z nich opracował Piotr Rubik. Do sierpnia 2017 roku ukazało się 9 albumów i 1 składanka.

## Spis albumów z programu
1. Mama i ja Vol. 1 – premiera 14 czerwca 1998[3], złota płyta[4]
2. Mama i ja Vol. 2 – premiera 23 listopada 1998[5]
3. Mama i ja Vol. 3 – premiera 21 maja 1999[6], złota płyta[7]
4. box set Mama i ja Vol. 1-3 – premiera 28 września 2000[8]
5. Mama i ja Vol. 4 – premiera 15 maja 2000[9]
6. Mama i ja – Ulubione piosenki – premiera 29 marca 2001[10]
7. Zima z Misiem i Margolcią – premiera 25 listopada 2002[11]
8. Lato z Misiem i Margolcią – premiera 26 maja 2003[12]
9. Miś i Margolcia – premiera 1 grudnia 2014[13]
10. Śpiewanki Misia i Margolci – premiera 7 sierpnia 2017[14]

## Spis odcinków
1. Bobry
2. Ślimak
3. Lew
4. Różne głosy
5. Zegar
6. Pawie piórko
7. Łakomczuch
8. Strażacy
9. Góry
10. Pszczoły i miód
11. Cztery słonie
12. Sygnalizacja
13. Wycieczka
14. Chodzenie
15. Idą święta
16. Ogródek
17. Kraków
18. Łąka
19. Bociek
20. Mycie
21. Wielkanoc dla najmłodszych
22. Zwierzęta na wsi
23. Plastelina II
24. Smok
25. Dzień Matki
26. Miś
27. Przyjaciel pies
28. Kółko
29. Akwarium
30. Komar
31. Żagiel
32. Niebo
33. Co kto mówi?
34. Lokomotywa
35. Kot
36. Kolory - niebieski
37. Plastelina
38. Strażacy
39. Do góry nogami
40. Auto
41. Listopad
42. Żołędzie
43. Kasztany
44. Drzewa
45. Owce
46. Idzie zima
47. Przygotowania do świąt
48. Choinka
49. O ślimaku dziwaku